# Збирання даних

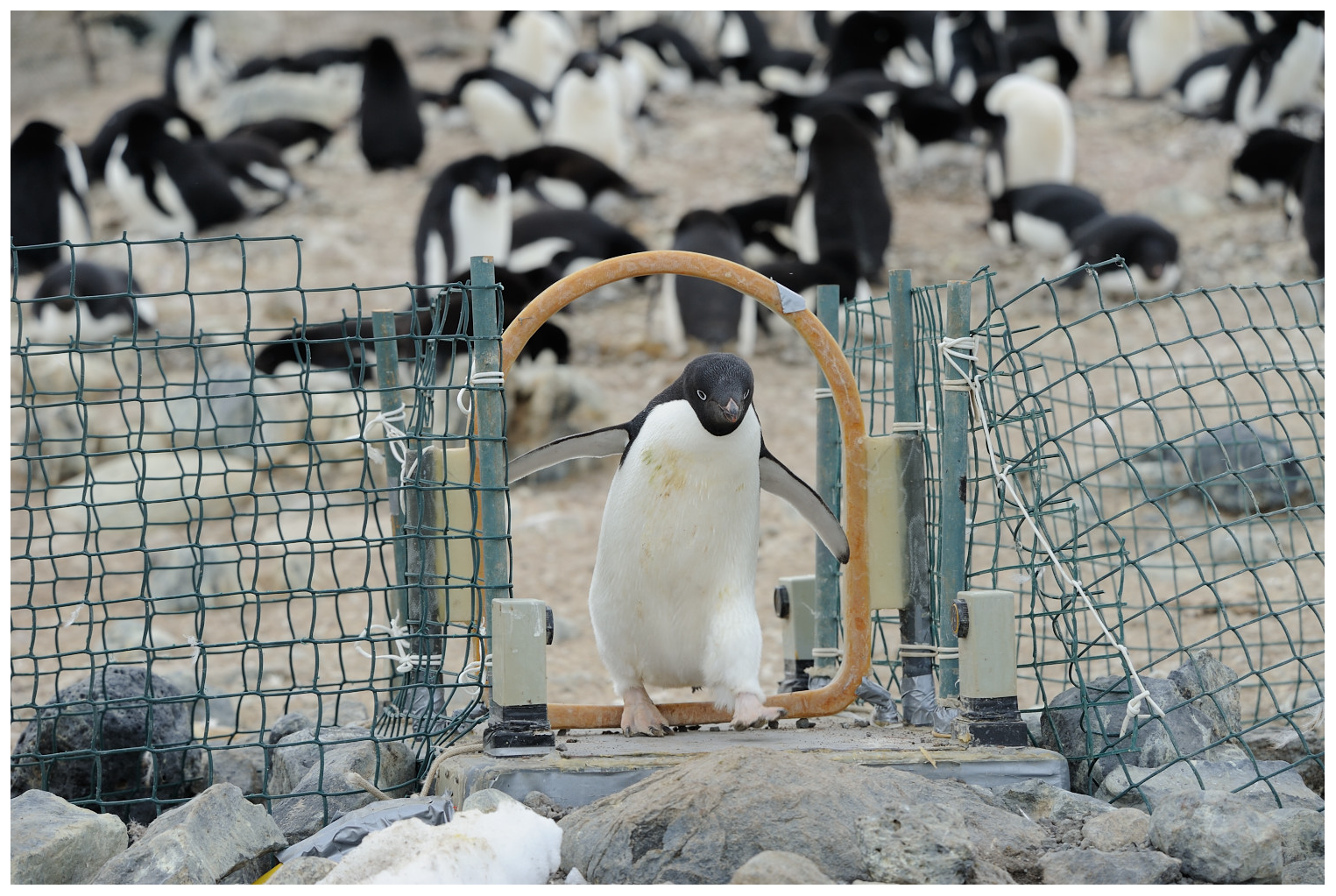
Пінгвінів Аделі ідентифікують і зважують кожен раз, коли вони перетинають мостові ваги на шляху до або від моря.

Збирання даних — процес збору та вимірювання інформації про задані змінні, встановлені систематичним способом, що дозволяють відповісти на актуальні питання й оцінити результати. Компонент збору даних певного дослідження характерний для всіх областей дослідження, серед яких фізика, суспільні науки, гуманітарні науки і бізнес. Це допомагає нам відібрати основні моменти як зібрану інформацію. У той час як методи можуть різнитися залежно від дисципліни, акцент на забезпечення точних і правдивих даних залишається. Мета всього збору даних полягає в тому, щоб відібрати якісні данні, які потім будуть переведені до аналізу усіх даних і дозволять створити переконливі та достовірні відповіді на запитання, які були поставлені.

## Важливість
Незалежно від області дослідження або переваги визначення даних (кількісних або якісних), точний збір даних має важливе значення для підтримки цілісності досліджень. Вибір відповідних інструментів збору даних (існуючих, модифікованих або заново розроблених) і чітке окреслення інструкцій щодо їх правильного використання, зменшують ймовірність виникнення помилок.
Формальний процес збору даних є необхідним, оскільки це гарантує те, що зібрані дані є і визначеними, і точними, і що наступні рішення, на основі аргументів, втілених у висновках, є справедливими.. Процес забезпечує як базис, від якого слід вимірювати, так і в деяких випадках мітки на те, що треба покращувати.

## Типи
Загалом, існує три типи збору даних:
1. Соцопитування: стандартизовані письмові або телефонні опитування, які ставлять заздалегідь визначені запитання.
2. Інтерв'ю: структуровані або неструктуровані розмови один на один з ключовими особами або лідерами в спільноті
3. Фокус-групи: структуровані інтерв'ю з невеликими групами подібних осіб, використовуючи стандартні запитання, додаткові питання, а також дослідження інших питань, які виникають, щоб краще зрозуміти учасників.

Наслідки неправильно зібраних даних:
- Нездатність точно відповісти на питання дослідження;
- Нездатність повторити і підтвердити[en] дослідження.

## Вплив помилкових даних
Спотворені дані призводять до марної витрати ресурсів і можуть ввести в оману інших дослідників, які у свою чергу будуть проводити даремні напрямки досліджень. Це ставить під загрозу рішення державної політики.
У той час як ступінь впливу від неправильного збору даних може варіюватися в залежності від дисципліни і характеру загалом, є можливість заподіяти шкоду непропорційно, коли ці результати досліджень використовуються для підтримки рекомендацій державної політики..